# Hystricia testaceiventris
Hystricia testaceiventris är en tvåvingeart som beskrevs av Wulp 1892. Hystricia testaceiventris ingår i släktet Hystricia och familjen parasitflugor.
Artens utbredningsområde är Arizona. Inga underarter finns listade i Catalogue of Life.